# انسان خوب سخت پیدا می‌شود (داستان کوتاه)
«انسان خوب سخت پیدا می‌شود» (انگلیسی: A Good Man Is Hard to Find) داستانی کوتاه است که توسط فلانری اوکانر در سال ۱۹۵۳ نوشته شده‌است. این داستان در مجموعه داستانهای کوتاه به همین نام، وجود دارد. کارهای تفسیری مفسران غالباً روی مفهوم بحث‌برانگیز نهایی تمرکز می‌کنند.

## سابقه
این داستان برای اولین بار در سال ۱۹۵۳ در مجموعه کتاب آون نویسندگی مدرن منتشر شد. در سال ۱۹۶۰، که در مجموعه خانهٔ داستان جمع‌آوری شده بود، توسط پسران چارلز اسکریبنر منتشر شد. «انسان خوب سخت پیدا می‌شود» به دلیل انتشار در بسیاری از مجموعه‌ها به یکی از شناخته‌شده‌ترین آثار اوکانر تبدیل شد.

## طرح
مردی به نام بیلی قصد دارد خانواده خود را برای تعطیلات تابستانی از جورجیا به فلوریدا ببرد، اما مادرش (در این داستان "مادربزرگ" نامیده می‌شود)، می‌خواهد او را به شرق تنسی ببرند، جایی که مادربزرگ دوستانی دارد ("ارتباطاتی"). او استدلال می‌کند که فرزندانش، جان وسلی و جون استار، هرگز به شرق تنسی نرفته‌اند و همچنین او یک مقاله خبری در مجله ی نظام‌نامه ی آتلانتا در مورد یک قاتل فراری که خود را "ناجور" می‌نامد و آخرین بار در فلوریدا دیده شده به او نشان می‌دهد.
روز بعد مادربزرگ زود از خواب بیدار می‌شود تا گربه اش، پیتی سینگ را داخل سبدی در کف صندلی عقب ماشین پنهان کند. او نگران این است که گربه وقتی آنها رفته‌اند، بمیرد. بیلی متوجه می‌شود که در اتومبیل نشسته‌است، در حالی که بهترین لباسش را پوشیده و کلاهی حصیری دارد؛ که اگر او در یک تصادف در جاده بمیرد، می‌خواهد مردمی که جسد او را می‌بینند، بدانند که او خانمی متشخص و «یک بانو» است. مادربزرگ در طول سفر دائماً صحبت می‌کرد، سعی می‌کرد دو نوهٔ خود را سرگرم بازی کند و برای آنها جوک‌ها و داستانی تعریف کند، که دربارهٔ آن جون استار اظهارنظرهای تحقیرآمیزی کرد. او دوران جوانی خود را در جنوب قدیم به یاد می‌آورد، و از خاطرات خواستگاریش یاد می‌کند و می‌گوید که چقدر همه چیز در زمان او بهتر بوده، زمانی که کودکان به بزرگترها احترام می‌گذاشتند و مردم «در آن زمان منصف بودند».
وقتی خانواده برای صرف ناهار در یک رستوران قدیمی در خارج از (شهر ساختگی) تیموتی، جورجیا توقف می‌کنند، او با صاحب رستوران، رد سامی در مورد ناجور صحبت می‌کند. او و مادربزرگ اتفاق نظر دارند که در گذشته اوضاع بسیار بهتر بوده و جهان در حال حاضر رو به زوال است. مادربزرگ با اظهارات سامی دربارهٔ اینکه «انسان خوب سخت پیدا می‌شود» موافق است.
بعد از بازگشت خانواده به جاده، مادربزرگ شروع به گفتن داستانی برای بچه‌ها دربارهٔ خانه‌ای اسرارآمیز در همان حوالی با یک در مخفی، می‌کند؛ خانه‌ای که از کودکی به یاد می‌آورد. این موضوع توجه بچه‌ها را به خود جلب می‌کند و آنها می‌خواهند خانه را ببینند، بنابراین پدرشان را به ستوه می‌آوردند تا اینکه پدرشان با بی میلی موافقت می‌کند تا برای فقط سفر یک طرفه به آنها اجازه دهد. وقتی او در جاده خاکی دور افتاده‌ای می‌راند، مادربزرگ ناگهان متوجه می‌شود، خانه‌ای که فکرش را می‌کرد در واقع در تنسی است، نه جورجیا. این موضوع باعث شد که بی‌اختیار با پاهای خود لگد بزند که این کار گربه را ترساند و باعث شد او از سبد پنهانش به روی شانه بیلی بپرد. آنگاه بیلی کنترل اتومبیل را از دست می‌دهد و ماشین معلق می‌زند و در نهایت در گودالی پایین جاده، نزدیک تومسبورو می‌افتد.
خانواده در گودال حرکت می‌کردند و منتظر کمک بودند. مادربزرگ وقتی متوجه می‌شود یک ماشین نعش‌کش سیاه از جاده پایین می‌آید، به آن علامت می‌دهد تا اینکه متوقف شود. سه مرد بیرون می‌آیند و شروع به صحبت با او می‌کنند. هر سه اسلحه دارند. مادربزرگ می‌گوید که رئیس آنها، مرد ساکت عینکی، را می‌شناسد، همان ناجور است. ناجور بلافاصله این موضوع را تأیید می‌کند و می‌گوید برای همهٔ آنها بهتر بود اگر مادربزرگ او را نمی‌شناخت و بیلی به مادرش فحش می‌دهد. دستیاران ناجور، بیلی و جان وسلی را به بهانه ای به جنگل می‌برند و دو تیر تپانچه به صدا در می‌آید. ناجور ادعا می‌کند که او هیچ خاطره ای از جنایتی که به خاطر آن زندانی شده‌است ندارد. هنگامی که توسط پزشکان مطلع شده بود که پدرش را کشته‌است، او ادعا کرده که پدرش در یک بیماری همه گیر آنفولانزا فوت کرده‌است.
سپس دستیاران برمی گردند تا مادر بچه‌ها، نوزاد و جون استار را با همان هدف بیلی و جان وسلی به جنگل ببرند. مادربزرگ شروع به التماس برای زندگی اش می‌کند. هنگامی که ناجور در مورد عیسی با مادربزرگ صحبت می‌کند، ناجور شک خود را در مورد عیسی که لازاروس را از مرگ برانگیخت بیان می‌کند. ناجور آشفته و عصبانی می‌شود، هنگامی که صحبت می‌کند. او به مادربزرگ دندان قروچه می‌کند و ادعا می‌کند که زندگی "هیچ لذتی جز پستی ندارد". مادربزرگ در آشفتگی فزایندهٔ خود فکر می‌کند که ناجور گریه می‌کند، بنابراین دست دراز می‌کند و شانه او را به آرامی لمس می‌کند و می‌گوید: "درسته تو یکی از بچه‌های من هستی. تو یکی از فرزندان خودم هستی! " واکنش ناجور پرش است به گونه ای که "انگار مار او را گزیده باشد" و مادربزرگ را با سه شلیک به قلبش کشت.
هنگامی که اعضای خانواده به قتل رسیدند، ناجور چند لحظه عینک خود را تمیز می‌کند و پیتی سینگ را برمی‌دارد. وی اظهار داشت که مادربزرگ زن خوبی بود اگر "کسی وجود داشت که هر دقیقه از زندگی اش یک گلوله تو تنش خالی کند". داستان با ملامت کردن یکی از دستیاران ناجور، بابی لی، به دلیل اظهار نظر "اون وقت چه لذتی داشت!" به پایان می‌رسد. ناجور در جواب می‌گوید: "ساکت باش، بابی لی. هیچ لذت واقعی در زندگی نیست."

## شخصیت‌ها
بیلی
ساکن آتلانتا با یک همسر و سه فرزند و مادرش. او در سفر خانوادگی به فلوریدا هنگامی که خواستهٔ مادر و فرزندان خود برای دیدن یک مزرعه قدیمی را پذیرفت، با ماشین شان تصادف می‌کند. اگرچه دربارهٔ شخصیت بیلی چیز زیادی گفته نشده‌است، اما او سرپرستی خانواده را به عهده دارد. او کنترل کمی روی فرزندان نافرمان خود دارد و دربرابر درخواست آنها برای توقف و دیدن خانه ای با در مخفی، تسلیم می‌شود. او همچنین به نظر می‌رسد که بسیاری از رفتارهای مادرش را تحمل می‌کند زیرا در ابتدای داستان اشاره شده‌است که مادرش هر فرصتی را پیدا می‌کند تا به بیلی آنچه را که در ذهن اش است، بگوید. بیلی اولین عضو خانواده است که کشته می‌شود.
همسر بیلی
زن ساکت و آرامی توصیف شده که چهره ای «به اندازه کلم پهن و معصوم دارد». او با نام خاصی شناخته نمی‌شود و فقط به عنوان «مادر بچه‌ها» نامیده می‌شود. تقریباً مانند شوهرش، چیزهای زیادی دربارهٔ مادر گفته نمی‌شود. او بر فرزندانش کنترلی ندارد و به آنها اجازه می‌دهد آنچه را که دوست دارند انجام دهند. این امر باعث می‌شود که وی از مادرشوهر خود انتقاد کند. با این حال، به نظر می‌رسد او یک زن قوی است زیرا پس از تصادف اتومبیل شانه اش در می‌آید و به سختی در مورد آن اعتراض می‌کند. او قبل از اینکه توسط دستیاران ناجور به جنگل برای کشته شدن، کشانده شود، از مرگ پسر و شوهرش بسیار پریشان می‌شود.
مادر بزرگ
مادر بیلی که با خانواده زندگی می‌کند. او با نام خاصی شناخته نمی‌شود. مادربزرگ فردی با ذهن بسیار بسته‌است. او ایده‌های خاص خودش را در زمینه اخلاق و فضیلت دارد که به اعتقاد او همه باید از آن حمایت کنند. ارزشهای او زمانی دیده می‌شود که او همیشه به شکلی لباس می‌پوشد تا مانند یک «بانو» ظاهر شود یا هنگامی که از نوه‌های خود به دلیل عدم احترام انتقاد می‌کند. او خود را برتر می‌پندارد زیرا می‌تواند معیارهای گرانبهای خود را حفظ کند، با این وجود در واقع بسیار ریاکار است. با بررسی کردن ذهنیت قدیمی اش در مورد شخصیت دیگران، او یک زن خودخواه و قضاوت کننده معلوم می‌شود. راه‌های ریاکارانهٔ او را می‌توان در شرایطی مشاهده کرد که درگیر التماس برای زندگی خود می‌شود و هرگز از ناجور درخواست نمی‌کند تا از زندگی خانواده اش بگذرد. هنگامی که او سعی در همدردی با ناجور دارد، در نهایت او متوجه نقاط ضعف خود می‌شود. بلافاصله پس از این لحظه، او مانند بقیه اعضای خانوادهٔ خود به قتل می‌رسد.
جان وسلی، جون استار
فرزندان بیلی به ترتیب ۸ و ۷ ساله. این دو کودک بسیار بدرفتار هستند. در طول سفر، آنها بسیار سر و صدا می‌کنند و نسبت به مادربزرگ خود بی‌احترامی می‌کنند. جان وسلی می‌گوید از ایالت محل زندگی خود بیزار است. جون استار در مورد ناهارخوری ای که در آن توقف می‌کنند، می‌گوید «اگر یک میلیون دلار بدهند هم در این خرابه زندگی نخواهد کرد». وقتی آنها می‌خواستند به خانه ای با در مخفی بروند، فریاد کشیدند تا زمانی که به خواسته خود رسیدند. جون استار حتی در اواخر زندگی اش نیز بی‌ادب است. او می‌گوید دستیاری که او را برای کشتن به جنگل هدایت می‌کند شبیه خوک است.
بچه
فرزند پسر بیلی و همسرش. با نام خاصی مشخصی نشده‌است.
رد سامی باتس
متصدی رستوران که با مادربزرگ موافق است که دنیا رو به زوال است.
همسر رد سامی
پیشخدمت در رستوران رد سامی. وی معتقد است که حتی یک نفر در جهان قابل اعتماد نیست.
ناجور
یک زندانی فراری گمراه که پس از تصادف خانواده بیلی اتفاقی با آنها برخورد می‌کند. او به دستیاران خود دستور می‌دهد تا کل خانواده را با روش خاصی بکشند و او خودش به مادربزرگ پس از مکالمه شان، چندین بار شلیک می‌کند. در آخرین لحظات زندگی مادربزرگ، ناجور دربارهٔ فلسفه‌های شخصی خود بحث می‌کند. اول، او معتقد است که از جرم ناشناخته ای که مرتکب شد و به خاطر آن او را به زندان انداختند، مبری است. به همین دلیل است که او خود را ناجور می‌نامد زیرا می‌گوید محکومیت وی یک اشتباه بوده‌است. ناجور همچنین اعتقاد معنوی ندارد، بنابراین به خود اعتماد می‌کند تا قطب‌نمای اخلاقی خودش باشد. وقتی مادربزرگ سعی می‌کند با دین به رحمت او متوسل شود، بلافاصله مادربزرگ را می‌کشد. او معنای زندگی را زیر سؤال می‌برد و پوچ گرا است.
هایرام، بابی لی
زندانیانی که با «ناجور» فرار کردند.
ادگار اتکینز تیگاردن
مردی که در داستان روایت شده توسط مادر بیلی، بود. مادربزرگ می‌گوید، او می‌توانست مرد خوبی برای ازدواج باشد، زیرا او سهام کوکاکولا را در اختیار داشت و ثروتمند درگذشت.
پیتی سینگ
گربهٔ خانگی مادربزرگ. بیلی پس از تصادف گربه را به طرف درخت پرت می‌کند. آخرین دفعه گربه درحال مالیدن خود به پای ناجور دیده می‌شود. ("پیتی سینگ" شخصیتی در اپرای گیلبرت و سالیوان، میکادو است .)
میمون خاکستری
حیوان خانگی رد سامی باتس. میمون به درخت چینی بسته شده بود.
کودک سیاهپوست
کودکی که کنار در یک کلبه ایستاده‌است و خانواده در ابتدای سفر خود او را می‌بینند، در حالی که مادربزرگ می‌گوید در زمان او فرزندان احترام بیشتری برای بزرگترها قائل بودند. کودک هیچ شلواری به پا ندارد: مادربزرگ از او به عنوان "کاکاسیاه" یاد می‌کند، و او اضافه می‌کند که پسربچه می‌تواند موضوع یک نقاشی باشد. مادربزرگ توضیح می‌دهد که "مهاجران" در کشور چیزهایی که آنها دارند را ندارند. به نظر می‌رسد این صحنه نشان دهندهٔ بی‌توجهی مادربزرگ نسبت به زندگی و نیازهای دیگران است. کودک به لباس احتیاج دارد، در حالی که برعکس مادربزرگ بهترین لباس خود را می‌پوشد تا یک "بانو" به نظر برسد، یعنی موقعیت اجتماعی برتر خود را نشان دهد. در صحنه آخر، ناجور به پیراهن احتیاج دارد و ناجور لباس بیلی را می‌گیرد.

## تفسیر
نظرات مختلفی در مورد «انسان خوب سخت پیدا می‌شود» وجود دارد. بیشتر این اختلافات مربوط به عملکرد مادربزرگ هنگام لمس ناجور است.
نظر غالب داستان این است که اقدام آخر مادربزرگ اقدامی از روی لطف و به صورت خیرخواهانه بوده‌است، که این بدان معنا است که داستان «انسان خوب سخت پیدا می‌شود» نوشته شده‌است تا تحول در مادربزرگ را به عنوان پیشرفت داستان نشان دهد. او در اصل خود را به عنوان یک زن نیکوکار می‌پندارد، و این باعث می‌شود بتواند تمام اقدامات خود را «توجیه» کند. او به نوه‌هایش رشوه می‌دهد و سرکشی کودکان در مقابل پدر را تشویق می‌کند. در پایان، او حتی شروع به انکار معجزات عیسی می‌کند، هنگامی که او می‌گوید «شاید او مردگان را زنده نکرده». صرف نظر از این، او هنوز هم در تلاش است پیام انجیل را با ناجور به اشتراک بگذارد. خواننده می‌بیند که چگونه او، در آخرین لحظات زندگی خود، با فریاد زدن نام ناجور، درحالی که ناجور قبلاً خانواده اش را کشته‌است، سعی می‌کند یک روح دیگر را نجات دهد.
نظر دوم در مورد این مسئله این است که اقدام نهایی مادربزرگ یک عمل خیرخواهانه نبوده و او دوباره سعی دارد خود را از کشته شدن نجات دهد. برخی می‌گویند که فلانری اوکانر از این بهانه به عنوان آخرین لحظه لطف مادربزرگ استفاده می‌کند تا داستان را از خونریزی و خشونت نجات دهد. فردریک اسلس استدلال می‌کند که "می توان به راحتی از امیدش [امید اوکانر] عبور کرد که حرکت نهایی مادربزرگ به ناجور ممکن است فرایندی را آغاز کند که "او را به پیامبری تبدیل کند که قرار بود تبدیل شود"؛ همانطور که اوکانر قاطعانه می‌گوید، این یک داستان دیگر است، و این یک پارسایی بی پروایی خواهد بود که حتی می‌تواند آن را پیشنهادی از جانب ما ارائه دهد".
به علاوه اشاره شده‌است که مادربزرگ وقتی ناجور را لمس می‌کند و اظهار می‌کند پسرش است، ناجور پیراهن بیلی را پوشیده‌است. نظرات دیگر این است که این لحظه لطف با شخصیت مادربزرگ متناقض است یا اینکه او دوباره سعی در نجات خود دارد و همچنین در طول داستان هرگز بر خودخواهی اش غلبه نکرده‌است.
گرچه هر تفسیری به قضاوت اخلاقی مادربزرگ بستگی ندارد. به عنوان مثال، الکس لینک در نظر دارد که چگونه تا زمانی که خانواده با ناجور روبرو نشدند، جنوب در اصل چیزی است که می‌توان آن را نادیده گرفت، فراموش کرد، در یک فیلم یا یک بنای تاریخی بسته‌بندی کرد، یا به صورت نوستالژی تحریف شده‌ای به یاد آورد، به طوری که ناجور آمد تا آنچه را که نمی‌توان خرید، فروخت، یا کاملاً درک کرد، مانند مرگ، لطف و «جنوب»، پایدار بماند.

## موضوع لطف
اوکانر از تاریکی و ظلمت در نوشتهٔ خود برای آشکار ساختن زیبایی و لطف استفاده کرد. در داستان، خشونت لطف الهی را ظاهر می‌سازد. لطف الهی یا لطف بی منت خداوند، مفهومی اساسی برای نجات بشریت در آیین مسیحی است. مسیحیان معتقدند که شخص ناقص می‌تواند از نظر معنوی دوباره متولد شود، یعنی مردم می‌توانند توسط لطف از طریق عیسی مسیح نجات پیدا کنند. در حالی که به نظر می‌رسد این دو متفاوت هستند، اما طبق اصول کاتولیکی اوکانر، مادربزرگ و ناجور هر دو در هسته اصلی خود یکسان هستند: گناهکاران به لطف احتیاج دارند. ابی هریس در مقاله کوتاه خود می‌گوید، «ناجور آشکارا گناهکار است و از مفهوم لطف خدا خشمگین می‌شود، و مادربزرگ با احترام بر گناهکاری خود نقاب می‌زند و ترجیح می‌دهد با خدا به عنوان چیزی رفتار کند که بسته به شرایط خود می‌تواند آن را بپذیرد یا نادیده بگیرد».
گناهانی که مادربزرگ در طول داستان مرتکب شده‌است او را فردی کاملاً ناقص و نیازمند ناجی نشان می‌دهد. او فقط در هنگام مرگ متوجه اشتباهات خود می‌شود. پس از شلیک به مادربزرگ، ناجور ادعا می‌کند «اگر کسی وجود داشت که هر دقیقه از زندگی مادربزرگ یک گلوله تو تنش خالی کند، او زن خوبی بود». اوکانر به این نکته اشاره می‌کند زیرا او سعی ندارد این پیام را منتقل کند که اگر کسی تجربه آسیب رسانی داشته باشد، زندگی او تغییر خواهد کرد. در عوض او پیامی از طبیعت گناه آلود انسانها را می‌رساند. این تجربیات افراد ممکن است باقی نماند. زندگی مادربزرگ باید هر روز تهدید شود تا او به فرد خوبی تبدیل شود.

## اقتباس‌ها
یک فیلم با عنوان قلبهای سیاه خون سرخ از داستان کوتاه «انسان خوب سخت پیدا می‌شود» اقتباس می‌کند، که این فیلم توسط جری کاین روسی، فیلمساز نیویورکی ساخته شده‌است. ستارگان فیلم جو کولمن، هنرمند نیویورکی را متذکر شده‌اند، اما به گفته داوران فیلم این داستان را به خوبی به تصویر نمی‌کشد.
سوفیان استیونز نوازنده موسیقی محلی آمریکایی داستان را در آهنگی با همین عنوان اقتباس کرد. این آهنگ در آلبوم هفت قو ۲۰۰۴ او وجود دارد. این آهنگ از دیدگاه ناجور به صورت اول شخص نوشته شده‌است.
در مه ۲۰۱۷، ددلاین هالیوود گزارش داد که کارگردان جان مک‌ناتن یک فیلم داستانی با اقتباس از این داستان با بازی مایکل روکر، و فیلمنامه ای از بندیکت فیتزجرالد، خواهد ساخت.